# Grebmer zu Wolfsthurn

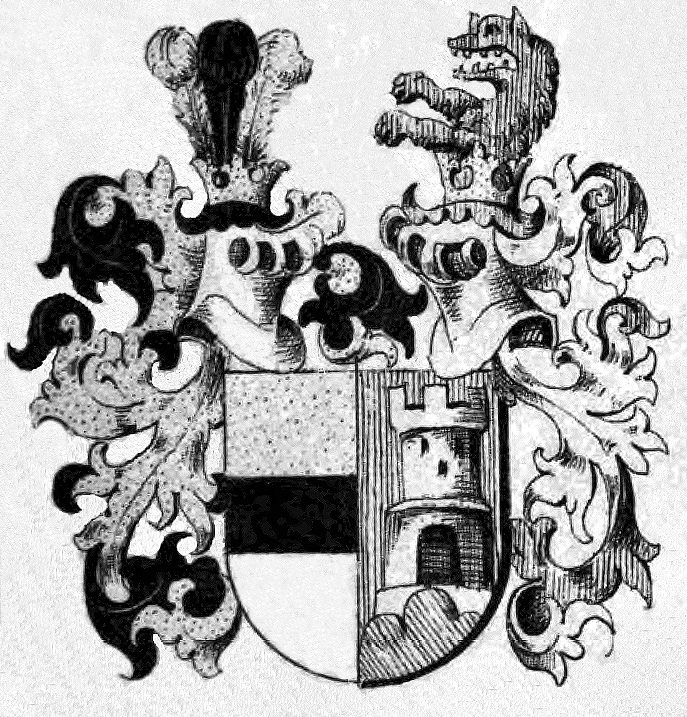
Wappen der Edlen Grebner zu Wolfsthurn 1643

Die Edlen von Grebmer zu Wolfsthurn, auch von Grebner zu Wolfsthurn oder von Wolfsthurn sind eines alten aus Sterzing stammenden Tiroler Adelsgeschlecht. Zweige der Familie bestehen bis heute weiter.

## Geschichte

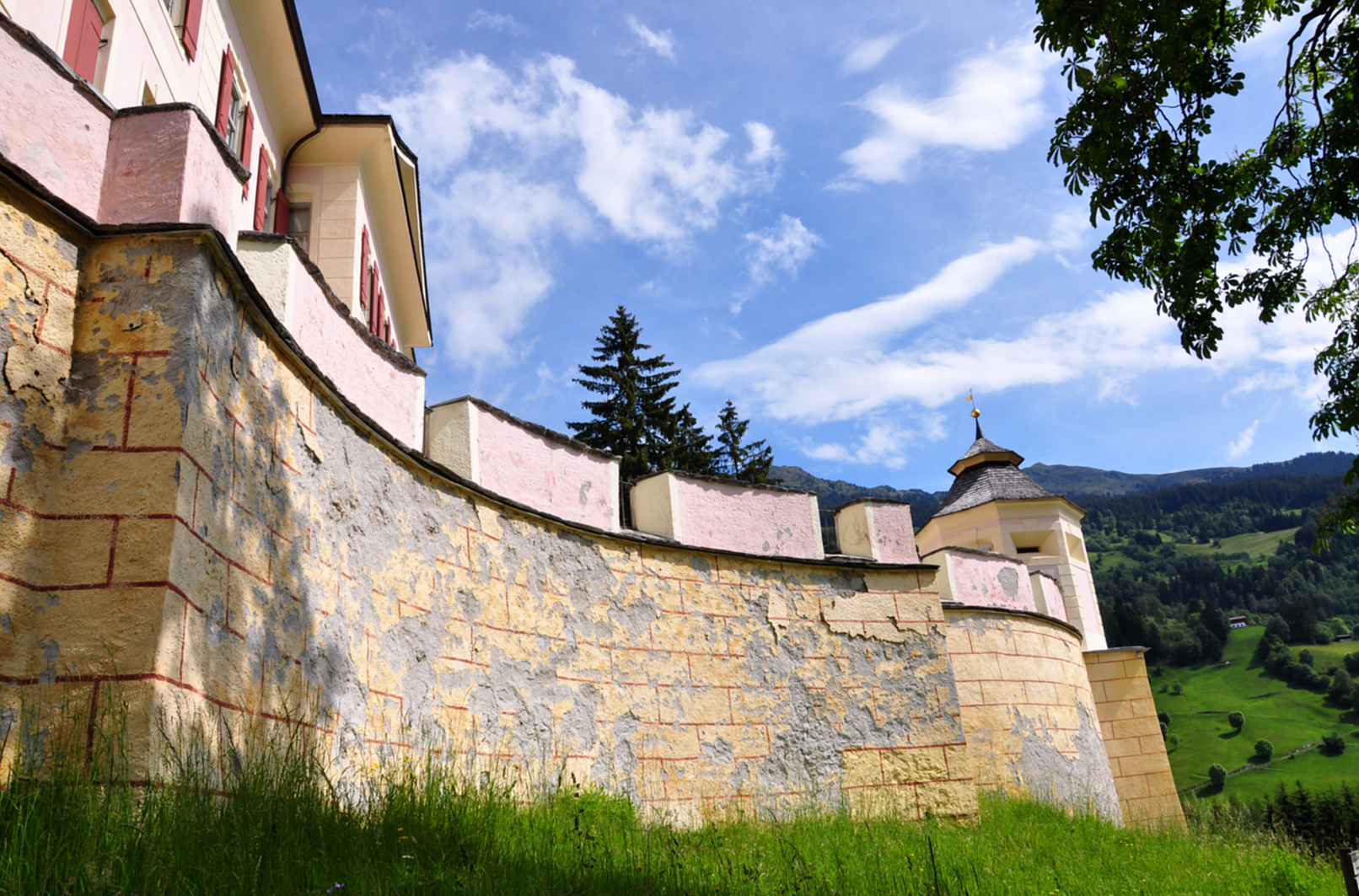
Schloss Wolfsthurn, noch erhaltener, alter Teil

Das erste urkundlich erwähnte Mitglied der Familie war Joseph Grebmer (* 1497 in Sterzing; † 1550 ebenda), Amtmann des Deutschen Hauses (1529) sowie Stadt- und Landrichter zu Sterzing (1540), vermählt mit Catharina Rodin. Er erhielt einen Wappenbrief. Es folgte vom Erzherzog Ferdinand II. eine Adels- und Wappenbesserung am 6. November 1575 zu Innsbruck mit der Erlaubnis sich „von oder zum Wolfsthurn“ zu nennen, für dessen Sohn Christoph Grebmer (* 1524 in Sterzing; † 1582 ebenda), Stadt- und Landrichter zu Sterzing (1557), Erwerber des Schlosses Wolfsthurn in Mareit bei Sterzing, mit der Erlaubnis sich „von oder zum Wolfsthurn“ zu nennen. Er war verheiratet mit Christine Mayerhofer zu Korburg († 3. September 1581). Von diesem 1574 erworbenen Ansitz leitet sich das Adelsprädikat ab. Das Schloss sollte erst im 18. Jahrhundert in den Besitz der Sternbach zum Stock und Luttach übergehen.
Danach kam es zur Spaltung in eine Tiroler und Vorarlberger Linie.
Der erste der Tiroler Linie war Maximilian († 7. März 1635 in Sterzing), kaiserlicher und erzherzoglicher Kammerrat in Tirol, 1619, geadelt 5. April 1619 und Immatrikulation in der Tiroler Adelsmatrikel am 4. Juni 1620. Er ehelichte Regina Aichhorn von Hall.
Die Brüder Josef und Rudolf Edle Grebmer zum Wolfsthurn, erhielten am 14. September 1643 zu Innsbruck die erzherzogliche Erlaubnis zur alleinigen Führung des Prädikates „von und zu Wolfsthurn“ nebst Wappenmehrung. Es folgte die erbländisch-österreichische Bewilligung zur Wappenänderung am 19. Juli 1673 zu Wien für die Vetter Johann Paris und Joseph von und zu Wolffsthurn. Ein Nachfahre war Franz Josef (* 16. Mai 1687 in Matrei am Brenner; † 12. März 1758 in Innsbruck), Hofrichter in Sonneburg, Fürstlicher Brixnerischer Kanzler und oberösterreichischer Kammerrat, ab 15. August 1726 österreichischer Hofkanzler, vermählt mit Anna Theresia Prugger von Grienberg und Jaufen.
Die Immatrikulation bei der Adelsklasse im Königreich Bayern fand am 1. März 1813 in Feldkirch für Wilhelm von Grebmer zu Wolfsthurn statt.
Die Tiroler Linie verzweigte sich im 16. Jahrhundert nach Bayern, wo sie im Jahre 1573, als Gröbner geschrieben, die Adelsanerkennung erlangte und sich (im Unterschied zur Tiroler Linie) das Wappen durch einen Turm im Schilde und einen Wolf als Kleinod mehrte; bekannt ist aus dieser Zeit Hanns von Gröbner, der 1578 erwähnt ist. Die bayerische Linie wandte sich zum Teil nach Tirol zurück, beide Linien verzweigten sich aber auch nach Österreich und Böhmen. Bei den österreichischen und böhmischen Linien trat jedoch der Adelsverlust ein, denn erst Kaiser Josef II. hat mit Hofdekret vom 13. August 1786 die Erblichkeit des Adels ohne Rücksicht auf den Besitz erlassen. Eine in Böhmen im bürgerlichen Stand blühende Linie beginnt ihre Genealogie mit Caspar Gröbner (* 1720) und endet dort mit Franz Johann Gröbner (* 1899) zu Bischofteinitz, dieser Familienzweig ist nach dem Zweiten Weltkrieg durch die Vertreibung aus dem Sudetenland wieder in Bayern ansässig geworden, wo er heute weiterblüht.

## Wappen

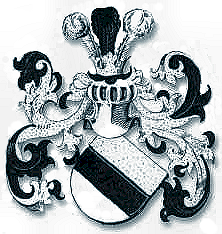
Wappen der Edlen Grebmer zu Wolfsthurn 1575

1575: Schräggestellter Schild von Gold, Schwarz und Silber geteilt. Auf dem goldgekrönten offenen Helm mit schwarz-goldenen Decken drei (golden, schwarz, silbern) Straußenfedern. die Helmdecke ist rechts schwarz-silber und links schwarz-gold.
1643: Gespaltener Schild. Rechts von gold, Schwarz und silbern geteilt, links in Rot auf grünem Dreiberg ein silberner Zinnenturm. Zwei Helme. Auf dem rechten Helm drei Federn, golden, schwarz, silbern; auf dem linken ein roter (in anderer Beschreibung natürlicher), wachsender Wolf. Die Helmdecken sind rechts schwarz-golden und links rot-silbern.

## Persönlichkeiten
- Isaak von Grebmer zu Wolfsthurn (* 1558; † 10. September 1629) war Landrichter, Postmeister und Pfleger zu Sterzing. Er ehelichte zuerst 1582 Sara Geizkofler zu Reifenstein und Geilenbach (* 1562; † 12. Juni 1607), danach am 7. Juli 1608 in Bozen Anna Maria Katzenloher von Fragsburg. (Vorarlberger Linie)
- Joseph Isak von Grebmer zu Wolfsthurn(† 14. April 1664) war salzburgischer Oberjägermeister, österreichischer Kammerrat, Herr von Rottenburg und Pfandinhaber der Herrschaft, 1642 Präsident des Bürgerausschusses im Innsbrucker Landtag. Er heiratete 1618 Agnes von Herbstein († 26. Juli 1628). (Vorarlberger Linie)
- Rudolf von Grebmer zu Wolfsthurn war oberösterreichischer Regierungsrat und Geheimer Hofsekretär, Lehensinhaber der Erzgruben St. Jakob und St. Klaus im Pflerschtal, vermählt mit Anna Katharina von Ettenhard. (Vorarlberger Linie)[7]
- Josef Maria Anton von Grebner zu Wolfsthurn (* 12. Feb. 1729 in Brixen; † 21. Juni 1811 in Dietenheim) war Doktor der Rechte, Gubernialrat, Kreishauptmann in Pustertal und Eisack, vermählt zuerst mit Anna Sternbach zum Stock und Luttach, sodann am 20. Februar 1781 mit Maria Margarete Gräfin von Klebelsberg, Freiin zu Thumburg (* 20. März 1750; † 20. Juni 1808 in Dietenheim). Josef Anton empfing am 23. Sept. 1760 die auf der Durchreise zu ihrem Bräutigam Kaiser Josef II. nach Wien in Linz angekommene Braut, Prinzessin Isabella von Parma. Im Jahre 1775 besaß er das Haus Innsbruck, Maria Theresienstraße 14 (jetzt Breinößl). Im Jahre 1809 war die Stadt Bruneck, in Gefahr, von den heranrückenden Franzosen unter General Louis Almeras geplündert und in Brand gesteckt zu werden, da die Bewohner des Pustertales trotz Waffenstillstand nochmals zu den Waffen gegriffen hatten. Mit seinem Ansehen, seinen Sprachkenntnissen und seiner wahren Heimatliebe verstand es Josef, für mehrere schon zum Tode verurteilte bei dem französischen General so erfolgreich Worte zu führen, dass die Insurgenten begnadigt wurden. (Tiroler Linie)
- Josef Ludwig von Grebner zu Wolfsthurn (* 16. Mai 1783 in Dietenheim; † 19. Februar 1845 ebenda), war Doktor der Rechte, und k. k. Gerichtsadvokat, Postmeister in Bruneck, Verordneter des Herren- und Ritterstandes sowie Mitglied des Großen Ausschusses in Innsbruck. Er heiratete 1794 Elisabeth Steyrer zu Riedburg († 12. Juli 1855). (Tiroler Linie)
- Joseph von Grebner zu Wolfsthurn (1784–1849), Kommandant des Königlich Bayerischen 1. Jägerbataillons „König“
- Eduard von Grebmer zu Wolfsthurn (1821–1875) war Landeshauptmann von Tirol. (Tiroler Linie)
- Norbert von Grebmer zu Wolfsthurn (*29. August, 1929; † 28. Jänner, 1983 akademischer Maler aus Vorarlberg, Feldkirch)
- Johann von Grebmer zu Wolfsthurn (1835–1910), österreichischer Kaufmann und Politiker
- Erich von Grebmer zu Wolfsthurn, (* 28. Juli 1902; † 21. November 1972 in Feldkirch) war promovierter Jurist und Rechtsanwalt in Feldkirch sowie Vizekonsul von Spanien. (Tiroler Linie)
- Klaus von Grebmer (* 1944), promovierter Volkswirt, Direktor und Senior Research Fellow von 1999 bis 2011 und seit 2012 Research Fellow emeritus am  International Food Policy Research Institute (Vorarlberger Linie)[8]